# چکشه
چکشه روستایی از توابع بخش مرکزی در شهرستان سقز است که در استان کردستان ایران قرار دارد.

## جمعیت
این روستا در دهستان سرا واقع شده و براساس سرشماری سال ۱۳۸۵، جمعیت آن ۸۲ نفر (۲۱ خانوار) بوده‌است.